# تيفاني بورتر
تيفاني بورتر (بالإنجليزية: Tiffany Porter) هي منافسة ألعاب القوى بريطانية، ولدت في 13 نوفمبر 1987 في يبسيلانتي في الولايات المتحدة.

## وصلات خارجية
- تيفاني بورتر على موقع الاتحاد الدولي لألعاب القوى (الإنجليزية)
- تيفاني بورتر على موقع الدوري الماسي (الإنجليزية)
- تيفاني بورتر على موقع اللجنة الأولمبية الدولية (الإنجليزية)
- تيفاني بورتر على موقع أوليمبيديا (الإنجليزية)
- تيفاني بورتر على موقع اللجنة الأولمبية البريطانية (الإنجليزية)
- تيفاني بورتر على موقع اتحاد ألعاب الكومنولث (مؤرشف) (الإنجليزية)